# Разумный урбанизм
Разумный урбанизм (англ. Intelligent urbanism) —концепция планирования городского пространства, направленная на решение различных проблем градостроительства и основанная на десяти принципах: баланс с природой, баланс с традициями, соответствующая технология, дружелюбность, эффективность инфраструктуры, человеческий масштаб, система возможностей, региональная интеграция, сбалансированное движение, институциональная целостность. Термин введен профессором Кристофером Чарльзом Беннингером.

## Принципы разумного урбанизма

### Принцип первый: баланс с природой
Принцип баланса с природой и устойчивости окружающей среды подразумевает минимальное воздействие на окружающую среду застройки, энергоэффективность и уменьшение использования невозобновляемых ресурсов и делает акцент на разнице между использованием ресурсов и их эксплуатацией. Сторонники концепции разумного урбанизма предлагают использовать такие приёмы, как планирование землепользования и городского пространства в целях предотвращения истощения водоносного горизонта, эрозии почв, обезлесения, заиления и наводнений.

### Принцип второй: баланс с традициями
В основе принципа лежат охрана памятников истории и забота об уникальной культурной и общественной иконографии регионов, их символах и знаках. Необходимо планировать и строить в условиях сохранения культурного наследия, исторической городской ткани, в соответствии со сложившимися строительными приемами и стилем, преследуя цели, направленные на связь культурных ценностей старого и нового. Архитектурная среда города — это предметный носитель информации, созданный архитекторами и передаваемый потребителю особой системой знаков городской архитектуры, поэтому сохранение исторической среды — это осознанная мера, вытекающая из принципа культурно-исторической преемственности. Разрыв преемственных связей чреват многочисленными потерями в эстетическом, нравственном и экономическом отношениях.

### Принцип третий: соответствующая технология
Под соответствующей технологией понимают формы технологии, наилучшим образом использующие ресурсы и знания, имеющиеся в наличии в обществе. Принцип соответствующей технологии заключается в том, чтобы использовать строительные материалы, методы строительства и проектное управление, соответствующие местным условиям. Для каждой экологической проблемы существует целый ряд потенциальных технологий, которые могут быть применены, и должна быть установлена соответствующая связь между технологией и ресурсами.

### Принцип четвёртый: дружелюбность
Городская среда должна стимулировать взаимодействие людей друг с другом и налаживанием коммуникаций между ними. Сделать это можно с помощью городского дизайна и общественных пространств. По мнению сторонников разумного урбанизма, с помощью проектирования можно создать динамичное интерактивное общество, предоставляющее своим членам возможность общения и встреч. Принцип подразумевает создание следующих типов пространства:
- места для уединения (набережные, городские леса)
- места для компаний и коллективного общения (общественные зоны)
- места для домовладельцев (задние дворы)
- места для соседей (дворы, обустроенная крыша)
- места для сообществ (городские площади)
- места городского масштаба (стадионы, парки, транспортные узлы)

### Принцип пятый: эффективность инфраструктуры
Сторонники концепции разумного урбанизма уверены в необходимости баланса между потреблением ресурсов и запланированными достижениями в области комфорта, безопасности, производительности и гигиены. Принцип эффективности поощряет совместное использование государственных земель, дорог, услуг и транспортных сетей с целью сокращения расходов и повышения продуктивности и доступности.

### Принцип шестой: человеческий масштаб
Смысл принципа заключается в том, что город должен состоять из объектов, которые человек может легко воспринимать. В этом смысле предпочтение отдается небольшим пешеходным улицам с малоэтажной застройкой, а не многоэтажным домам, окруженным парковками, так как непривлекательные пространства могут вызвать у человека чувства дискомфорта и тревоги.

### Принцип седьмой: система возможностей
В концепции разумного урбанизма город рассматривается как система возможностей и средство социального и экономического развития и личностного самоопределения. Город должен предоставлять жителям возможность расширять свои навыки и умения и пользоваться различными услугами, то есть создать благоприятные условия для жизни, не вынуждающие людей бороться за выживание.

### Принцип восьмой: региональная интеграция
Согласно концепции разумного урбанизма, город является органичной частью более крупной социально-экономической и географической системы, необходимой для его устойчивости. Такой системой является регион. Развитие города отдельно от региона невозможно, однако и регион находится в зависимости от города как от системы возможностей, поэтому необходимо рассматривать планирование города и его областей как единый процесс. Сторонники концепции считают, что при разумном планировании регион может снять с города часть нагрузки.

### Принцип девятый: сбалансированное движение

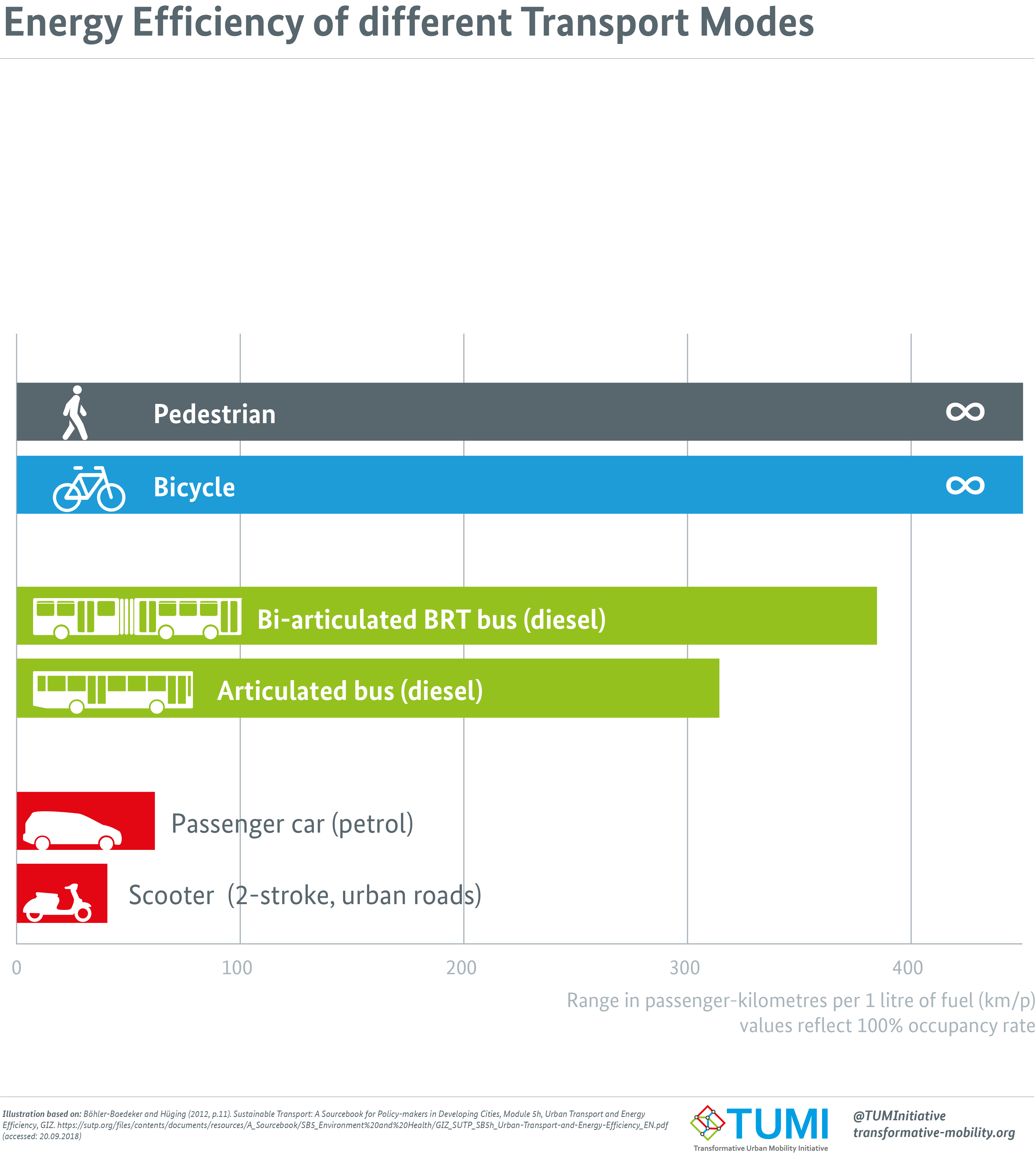
Эффективность различных видов транспорта

Разумный урбанизм выступает за сбалансированное использование различных транспортных систем: пешеходных и велосипедных дорожек, автобусных линий, узлов легкорельсового транспорта, метрополитена и автомобильных магистралей. При городском планировании наибольшее внимание необходимо уделять пешеходной и велосипедной инфраструктурам, так как именно они являются самыми эффективными для города и экологичным; общественный транспорт должен преобладать над частным.

### Принцип десятый: институциональная ценность
Осуществление любых процессов в городском пространстве должно быть понятным и прозрачными. Прозрачность должна быть достигнута за счет функционирования компетентных органов местного самоуправления и гражданского общества. При этом роль государства в управлении городом должна быть минимальной, а уровень заинтересованности жителей—очень высоким. Ни один из принципов разумного урбанизма не может быть реализован без наличия надежной и эффективной институциональной основы для определения и направления городского развития во всех его аспектах.

## Обсуждение
Идеи, схожие с принципами разумного урбанизма встречаются во многих работах, посвященных урбанизму и городскому планированию. Луис Вирт в книге «Урбанизм как образ жизни» отмечает необходимость распространения административной юрисдикции города на весь метрополисный регион и наличия «городского правительства, чти полномочия и территориальная юрисдикция соразмерны возложенным на него обязанностям».
В книге «Как вернуть город людям» доктор архитектуры Валерий Анатольевич Нефёдов поддерживает принцип сбалансированного движения. Он считает, что «улица должна сохранять разумный баланс пешеходных и транспортных зон», а «уменьшение воздействия уличного автомобильного транспорта на людей — верный шанс сделать город более здоровым». Схожие идеи встречаются и в книге Джефа Спека «Город для пешеходов», который считает доступность города для пешеходов одним из основных критериев оценки качества его среды.
Отдельные принципы разумного урбанизма представлены в некоторых теориях городского дизайна. Например, последние течения Нового урбанизма и Новой классической архитектуры выступают за устойчивый подход к строительству, который ценит архитектурные традиции и классический дизайн.